# Gesang
Gesang is een bestuurslaag in het regentschap Lumajang van de provincie Oost-Java, Indonesië. Gesang telt 5027 inwoners (volkstelling 2010).